# N-141
La N-141 és una carretera nacional espanyola que uneix les poblacions de Bossòst i Banhèras de Luishon pel Port del Portillón.

## Traçat
| Tipus de sortida                  | Direcció                                | Carretera que hi enllaça | Km  |
| --------------------------------- | --------------------------------------- | ------------------------ | --- |
| Rotonda                           | Vielha, Lleida, Bossòst, Tarbes, Tolosa | N-230                    | 0   |
| Continuació de carretera francesa | Banhèras de Luishon                     | D618A                    | 8.5 |